# Torpille Mark 44
La torpille Mark 44 est une torpille légère conçue aux États-Unis et entrée en production en 1956. Utilisable à partir de bâtiments de surface, de sous-marins et d’aéronefs, son usage a cessé aux États-Unis en 1967, mais elle a encore été utilisée plusieurs années par d’autres pays.

## Historique
Conçue dans les années 1950, la torpille Mark 44 entre en production en 1956, puis est admise pour le service dans l’United States Navy en 1957. Elle y est alors la torpille standard pour les bâtiments de surface et les sous-marins, ainsi que comme charge militaire du missile anti-sous-marin ASROC. Une version améliorée est produite peu de temps après et prend le nom de Mark 44 Mod 1, les engins antérieurs étant rétroactivement appelés Mark 44 Mod 0.
Toutes les versions de la Mark 44 ont été retirées du service aux États-Unis en 1967, l’arme étant remplacée par la torpille Mark 46. Certains pays, par exemple, le Royaume-Uni avant de la remplacer en 1983 par la  Sting Ray, ont toutefois conservé la Mark 44 dans leur arsenal pendant encore plusieurs années en raison de ses meilleures performances à faible profondeur que la Mark 46. La Nouvelle Zélande la conserve jusqu'à l'expiration de ces batteries en 1993. l'Australie l'emploi encore au début du XXIe S.

## Caractéristiques
La Mark 44 est une torpille légère de 2,54 m de long pour 324 mm de diamètre. D’une masse totale de 192,8 kg, sa charge militaire comprend 34 kg d’explosif brisant. La Mark 44 peut être tirée depuis des bâtiments de surface, des submersibles ou des aéronefs. Elle peut également être installée sur le missile anti-sous-marin ASROC.
Au contact de l’eau de mer, la batterie de la torpille produit de l’énergie alimentant un moteur électrique et l’autodirecteur. Celui-ci est un sonar actif ayant une portée de 585 m. La torpille poursuit alors sa cible en suivant les échos à une vitesse de 30 nœuds (56 km/h) et sur une distance maximale de 5,5 km.

### Données techniques
| Modèle                    | Mark 44 Mod 0      | Mark 44 Mod 1      |
| ------------------------- | ------------------ | ------------------ |
| Longueur (m)              | 2,54               | 2,57               |
| Diamètre (mm)             | 324 mm             | 324 mm             |
| Masse (kg)                | 192,8              | 196,4              |
| Masse de l’ogive (kg)     | 34                 | 33,1               |
| Type d’explosif           | Explosif brisant   | Explosif brisant   |
| Motorisation              | Moteur électrique  | Moteur électrique  |
| Carburant                 | Batterie           | Batterie           |
| Vitesse                   | 30 nœuds (56 km/h) | 30 nœuds (56 km/h) |
| Portée (km)               | 5,5                | 5,5                |
| Profondeur de plongée (m) | 300                | 300                |
| Guidage                   | Sonar actif        | Sonar actif        |